# Ignaz Günther
Franz Ignaz Günther (22 de noviembre de 1725 - 27 de junio de 1775) fue un escultor y tallista de madera alemán que trabajó durante el estilo rococó de Baviera.
Günther nació en Altmannstein, Germany, donde recibió las primeras lecciones de su padre. Entre 1743 a 1750 estudió en Múnich bajo la tutela del escultor Johann Baptist Straub. Durante su Wanderjahren, que lo llevó a Salzburg, Olmütz, y Vienna, fue aprendiz de Paul Egell en Mannheim de 1751 a 1752. Entre mayo y octubre de 1753 trabajó en la Academia de Bellas Artes de Viena donde ganó el concurso anual de estudiantes. En 1754, abrió su propio taller en Múnich, donde murió posteriormente.
Es conocido particularmente por su trabajo en las iglesias, especialmente por sus altares.

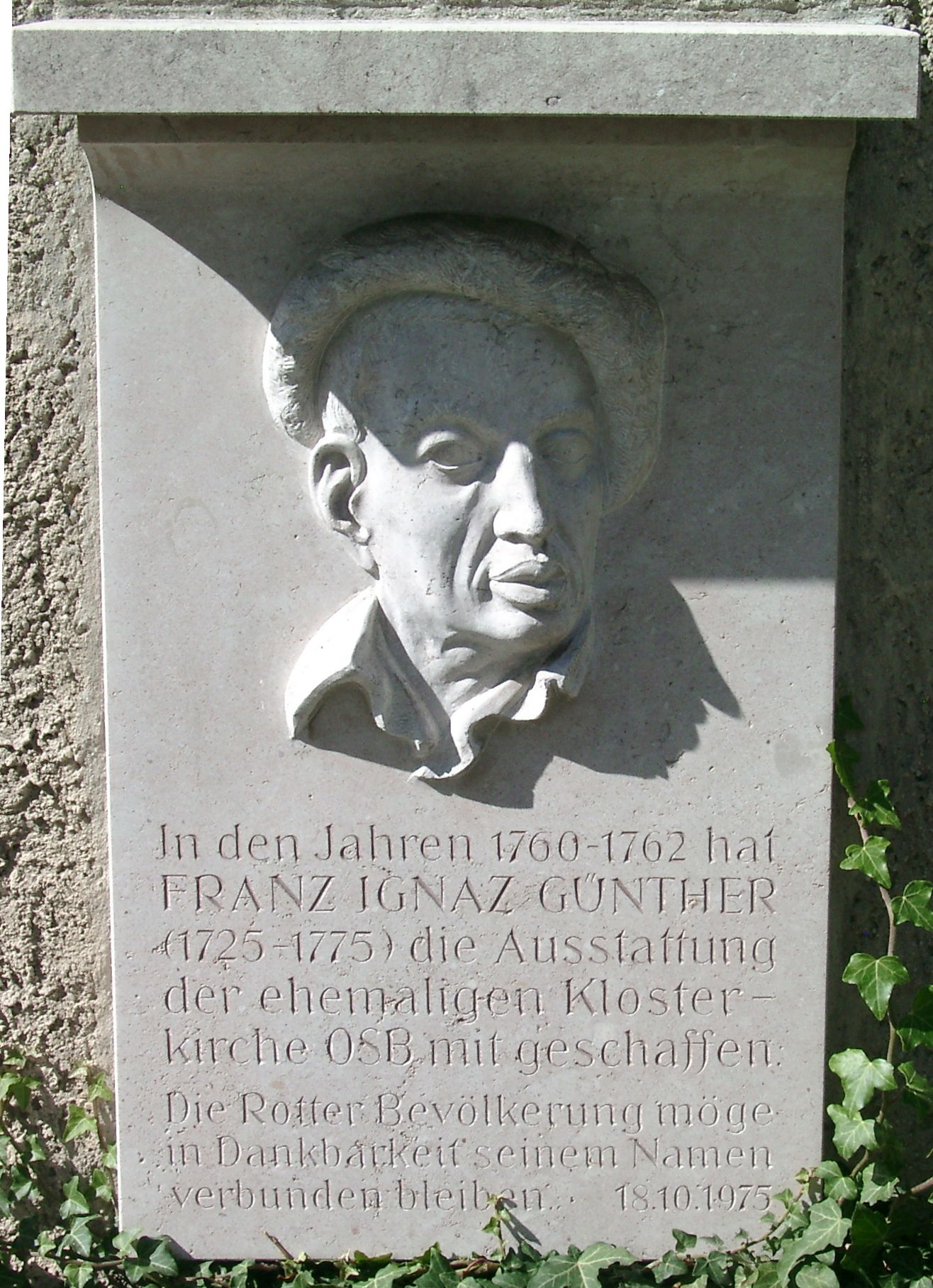
Grabado en piedra en honor a Ignaz Günther ubicado en la antigua abadía de Rott am Inn

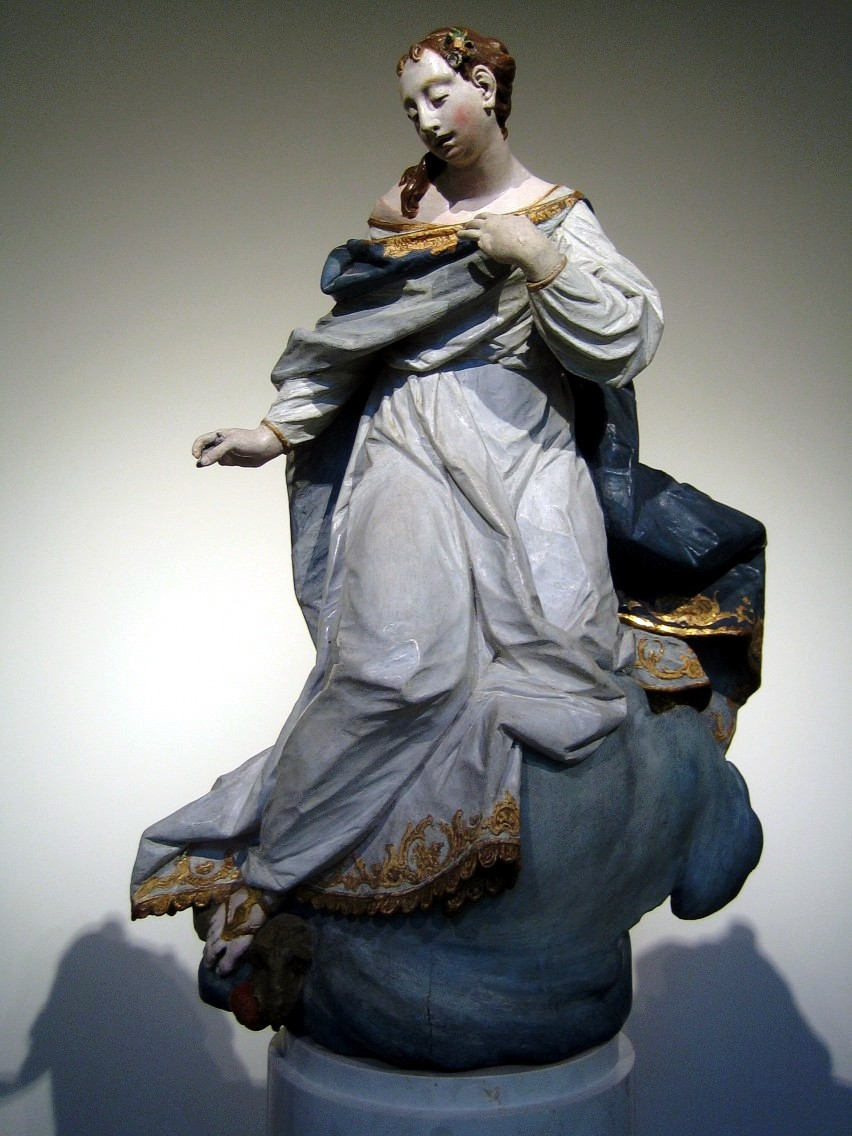
Maria Immaculata de Gúnter (ca. 1750), ahora en el Museo Bode en Berlín

## Obras principales
- Altmannstein: iglesia de la Santa Cruz (1763-1764).
- Aschau im Chiemgau: Galería de los Antepasados en el Castle Hohenaschau (dos estatuas de madera) (1766).
- Municipio de Benediktbeuern: Iglesia de St. Benedict (altar lateral).
- Localidad de Freising: Iglesia abacial de Neustift (altar mayor) (1756).
- Gmund am Tegernsee: Iglesia Parroquial de St. Giles (relieve dorado en madera en el altar de la zona norte) (1763).
- Greisstätt-Altenhohenau: Monasterio de San Pedro y San Pablo (altares) (1767).
- Ingolstadt: Mater Dolorosa (1770).
- Mallersdorf: Abadía de Mallersdorf (altar mayor) (1768-1770).
- Múnich: Bürgersaal (ángeles guardianes debajo del órgano) (1762)
- Múnich: Piezas en el Museo Nacional Bávaro, incluyendo su Hausmadonna para la devoción privada.
- München-Harlaching: Iglesia de la Peregrinación de Santa Ana (altares) (1763-1764.)
- Nenningen: Cementerio de la Capilla (Pietà —último trabajo conocido de Günther) (1774).
- Rott am Inn: Abadía de Rott (altar mayor, altares laterales y figuras de la Trinidad, Cunegunda de Luxemburgo, San Enrique, Corbinian y Ulrico de Augsburgo) (1761-1762).
- Starnberg: Iglesia de San José (altar mayor) (1766-1768).
- Weyarn: iglesia católica de San Pedro y San Pablo (tallado en madera en el altar, incluyendo Anunciación, Pietà, putti, el altar tallado de Valerio de Tréveris, y el Tabernáculo enmarcado de plata (1763-1764).